# Emili Sivillà Torres
Emili Sivillà i Torres (Barcelona el 16 de novembre de 1845 - 1894) va ser un pintor català del segle xix que treballà entre Espanya i Marroc. La seva obra, de temàtica paisatgista i orientalista, va gaudir de cert prestigi internacional, posseint una caracterització comercial important. El 1931 a Barcelona s'organitzà una exposició conjunta dels grans mestres de la pintura catalana del segle xix, entre els quals hi figurà Sivillà.

## Vida
Emili Sivillà va ser fill d'Antoni Sivillà, jornaler natural de Berga, i de Josefa Torres, barcelonina. Els seus avis paterns (Miguel Sivillà i Rosa Maig) pertanyien a Berga, i els materns (Felipe Torres i Calamanda Chipell) a Cervera i Manresa, respectivament.
Com veiem, Sivillà no pertanyia a una nissaga familiar amb tradició pictòrica però tot i això, l'any 1861 va iniciar la seva formació professional de dibuix, pintura, escultura i gravat a l'escola de la Llotja. Allà es formà en pintura i dibuix, tot i que aquest darrer de forma més escassa. Es va matricular a assignatures enfocades a la pintura del natural i del paisatge, però abandonà els estudis l'any 1869. La majoria de les seves obres tracten de marines o paisatges varis, primerament locals però posteriorment a la seva pròpia carrera professional exòtics, ja que en moltes de les seves pintures recorre a l'orientalisme dels carrers i campaments del Marroc.
El pintor es casà amb Maria For[?] (nom il·legible) el 27 de març de 1874 a l'església de Santa Maria del Pi de Barcelona. No obstant, només un any després, va desprendre's de totes les seves produccions (mitjançant una subhasta) amb l'objectiu de recaptar prou diners per a poder-se establir a l'estranger, concretament al Marroc. Per aquest motiu en moltes de les seves pintures, l'artista és abduït pel món musulmà que tant va conèixer de primera mà. En aquestes produccions representa els costums propis i els hàbits marroquins, tan diferents a l'usual Barcelona del dinou. Els originals d'aquestes pintures van tenir molt d'èxit dins del mercat estranger. L'èxit econòmic el dugué a contribuir econòmicament a l'aixecament de l'edifici destinat a exposició permanent de Belles Arts a Barcelona.
Com a il·lustrador, va ser l'autor dels dibuixos que acompanyen una obra de Jacint Verdaguer (Records de la costa d'Àfrica) publicada el 1887 dins del llibre Excursions i viatges i anteriorment (1885) a la revista La Ilustració Catalana. Aquestes il·lustracions es conserven al Museu d'Història de Barcelona (MUHBA).
Sivillà va morir als 49 anys a Tànger, el 1894, des d'on va ser traslladat al Cementiri del Poblenou (Barcelona) per ser enterrat el 9 d'agost. El 10 de gener de 1990 però va ser traslladat a una fossa comuna.
El reconeixement artístic del pintor culminà uns anys després de la seva mort, quan l'any 1931 s'exposaren a les Galeries Laietanes (Barcelona) un conjunt de produccions pictòriques a l'exposició de pintura dels grans mestres catalans del segle xix. Així doncs, fou reconegut finalment com un dels grans mestres de la pintura catalana del segle xix.

## Catàleg d'obres
- Escena animada en un carrer del Tànger, any desconegut, col·lecció privadaUn estudio, 1866, [col·lecció desconeguda].

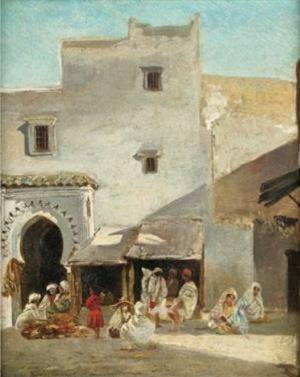
Escena animada en un carrer del Tànger, any desconegut, col·lecció privada

- Marina: estudio del natural, 1868, [col·lecció desconeguda].
- Id. 1868, [col·lecció desconeguda].
- Id. 1868, [col·lecció desconeguda].
- Figura: estudio del natural, 1868, [col·lecció desconeguda].
- Un viejo fumando, 1870, [col·lecció desconeguda].
- Paisaje. Cercanías de Olesa, 1870, [col·lecció desconeguda].
- Id. 1870, [col·lecció desconeguda].
- Marina, 1870, [col·lecció desconeguda].
- Id. 1870, [col·lecció desconeguda].
- Id. 1870, [col·lecció desconeguda].
- Id. 1870, [col·lecció desconeguda].
- Id. 1870, [col·lecció desconeguda].
- Id. 1870, [col·lecció desconeguda].
- Id. - Estudio, 1870, [col·lecció desconeguda].
- Figura – Estudio, 1870, [col·lecció desconeguda].
- Id. 1870, [col·lecció desconeguda].Detall d"Arribada del rei Alfons XII a Barcelona", 1888, col·lecció privada
- Siete Marías, 1870, [col·lecció desconeguda].

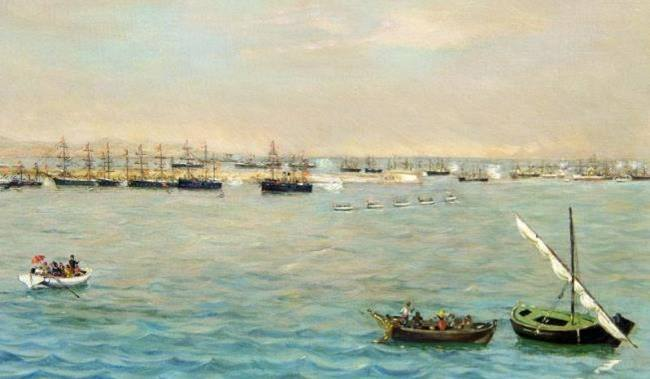
Detall d"Arribada del rei Alfons XII a Barcelona", 1888, col·lecció privada

- Dos figuras de estudio, 1870, [col·lecció desconeguda].
- Marina, salida del Sol, 1872, [col·lecció desconeguda].
- Costumbres de marina, boceto, 1872, [col·lecció desconeguda].
- Música callejera, 1872, [col·lecció desconeguda].
- Muchacha durmiendo, 1872, [col·lecció desconeguda].
- Cercanías de la Puda de Montserrat, 1872, [col·lecció desconeguda].
- Cercanías de Granollers, 1872, [col·lecció desconeguda].
- Sense títol, 1888, col·lecció privadaId. 1872, [col·lecció desconeguda].
- Id. 1872, [col·lecció desconeguda].

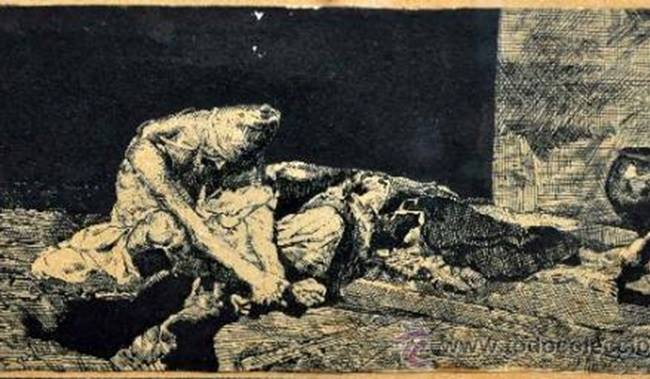
Sense títol, 1888, col·lecció privada

- Cercanías de Olesa de Montserrat, 1872, [col·lecció desconeguda].
- Afueras de Sta. Ana, 1872, [col·lecció desconeguda].
- Marina (boceto), 1872, [col·lecció desconeguda].
- Marina y costa de Badalona, 1872, [col·lecció desconeguda].
- Efecto de luna, 1872, [col·lecció desconeguda].
- Vista de Montserrat desde Martorell – para sola exposición, 1872, [col·lecció desconeguda].
- Portada de una antigua casa de Toledo, 1873, [col·lecció desconeguda].
- Puerta del Sol, 1873, [col·lecció desconeguda].
- Un patio árabe, 1873, [col·lecció desconeguda].
- Una calle de Toledo, 1873, [col·lecció desconeguda].
- Una portada (Toledo), 1873, [col·lecció desconeguda].
- Paisaje. (Fragmentos – Toledo), 1873, [col·lecció desconeguda].
- Una portada, 1873, [col·lecció desconeguda].
- Iglésia árabe. (Sinagoga. – Toledo), 1873, [col·lecció desconeguda].

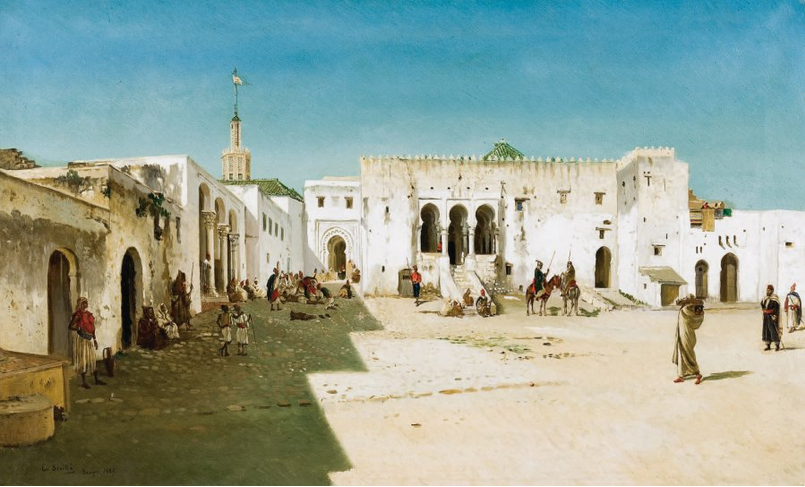
La Trésorerie, le Bit El Mal à Tanger, 1882

- La Trésorerie, le Bit El Mal à Tanger, 1882Un lavadero. (Al óleo), 1873, [col·lecció desconeguda].
- Portada antigua en Toledo, 1873, [col·lecció desconeguda].
- Puerta del Sol en Toledo (árabe) al óleo, 1873, [col·lecció desconeguda].
- Un patio, (árabe), 1873, [col·lecció desconeguda].
- Marina perteneciente á la sociedad para Exposiciones de Bellas Artes, 1873, [col·lecció desconeguda].
- La novia hebrea – Costumbres de áfrica, 1876, [col·lecció desconeguda].
- Un negro aguador -Tánger, 1876, [col·lecció desconeguda].

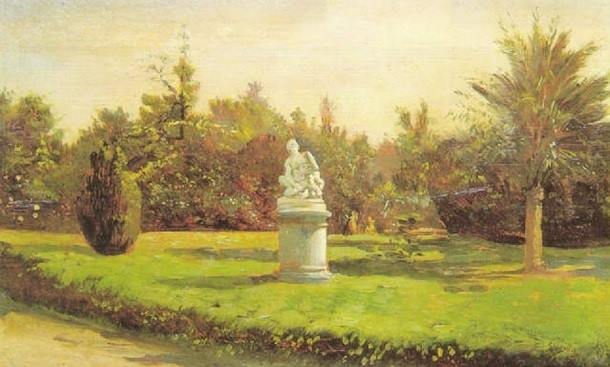
Parc de la Ciutadella, any desconegut, col·lecció privada

- Parc de la Ciutadella, any desconegut, col·lecció privadaUna negra viniendo de la fuente, 1876, [col·lecció desconeguda].
- Un vista del zoco, 1876, [col·lecció desconeguda].
- Una calle de Tánger, 1876, [col·lecció desconeguda].
- La Trésorerie, le Bit El Mal à Tanger, 1882, col·lecció privada.
- Entrada del gobernador en Tánger después de pacificar las Kábilas, 1884, [col·lecció desconeguda].
- Escena animada en un carrer del Tànger, [any desconegut], col·lecció privada.
- Campament marroquí, [any desconegut], col·lecció privada.
- [Sense títol], 1888, col·lecció privada.
- La reina Maria Cristina visita les esquadres europees reunides al port de Barcelona durant l'Exposició Universal de 1888, Museu Marítim de Barcelona i Museu d'Història de Barcelona
- Arribada del rei Alfons XII a Barcelona, 1888, col·lecció privada.
- Escena interior amb personatges de l'Edat Mitjana, 1894, col·lecció privada.
- Paisatge, [any desconegut], col·lecció privada.
- Parc de la Ciutadella, [any desconegut], col·lecció privada.
- Il·lustracions per a Records de la costa d'Àfrica, de Jacint Verdaguer (publicat el 1887 dins d'Excursions i viatges). (MUHBA)

## Exposicions
L'any 1866 a l'Acadèmia Belles Arts (Barcelona: Impremta i Llibreria Verdaguer), va presentar Un estudio, que va ser adquirit per la mateixa Acadèmia per tal d'exposar-la al Museu Provincial. L'any 1868 va exposar per la “Sociedad para exposiciones de Bellas Artes de Barcelona” (Barcelona: Establilment tipogràfic de Narciso Ramirez y Cia). Dos anys després, el 1870, la “Sociedad para exposiciones de Bellas Artes” (Barcelona: Establilment tipogràfic de Narciso Ramirez y Cia) va exposar Un viejo fumando, Dos paisajes de la cercanía de Olesa, Siete marinas i Dos figuras de estudio.
L'any 1871, les seves obres tornen a ser exhibides per la “Sociedad para exposiciones de Bellas Artes” (Barcelona: Establilment tipogràfic de Narciso Ramirez y Cia).
El 1872 exposa amb la “Sociedad para exposiciones de Bellas Artes” (Barcelona: Establilment José Miret). Un any després, el 1873, exposa per “Sociedad para exposiciones de Bellas Artes” (Barcelona: Establilment tipogràfic de Narciso Ramirez y Cia). Del 15 al 30 de juny de l'any 1876 té lloc una exposició convocada per la “Sociedad económica barcelonesa” al local de corporacions. Uns anys més tard, l'any 1884, hi té lloc la primera exposició de Belles Arts celebrada a Madrid, on va presentar Entrada del gobernador en Tánger después de pacificar las kábilas. Més tard, col·labora a la segona exposició de Belles Arts que s'inaugura al Desembre del 1884 a la galeria Parés (Barcelona: Impremta Luis Tasso y Serra). L'any 1887 va prendre part de l'Exposició de Belles Arts celebrada a l'edifici Sant Sebastià, a Barcelona, amb alguns quadres de temes moriscos i marines (ara exposades al Museu Marítim de Barcelona). L'Exposició Universal de 1888 té lloc a Barcelona, al Palau de Belles Arts (Barcelona: Impremta successors de Ramirez y Cia). L'any 1894 exposa al Palau de Belles Arts (Barcelona: Impremta Henrich y Cia). L'any 1918, quan l'artista ja ha mort, s'exposen algunes de les seves obres al Palau de Belles Arts (Barcelona: Impremta Oliva de Vilanova). La Galeria Parés (Barcelona) exposa el 1930 algunes de les seves obres, subhastades al Desembre del mateix any. L'any 1931, a les Galeries Laietanes (Barcelona), són exposades algunes de les seves pintures, ja reconegudes com a obres d'un dels grans mestres de la pintura catalana del segle xix. La darrera exposició és l'any 1931, a la Galeria Parés de Barcelona, on les seves obres són finalment liquidades en una subhasta que durà 3 dies a la mateixa galeria.